# Sommerfeltia cabrerae
Sommerfeltia cabrerae là một loài thực vật có hoa trong họ Cúc. Loài này được Chebat. miêu tả khoa học đầu tiên năm 1981.